# Valbirse
Valbirse est une commune suisse du canton de Berne, située dans l'arrondissement administratif du Jura bernois. 

## Histoire
Fin 2011, six communes du bas de la Vallée de Tavannes démarrent une étude sur un projet de fusion : Malleray, Bévilard, Court, Champoz, Pontenet et Sorvilier.
Le 28 janvier 2013, la commune de Champoz annonce son retrait du projet.
Le 22 septembre 2013, le projet de fusion entre les communes de Malleray, Bévilard, Court, Pontenet et Sorvilier est refusé à la suite du rejet de Court.
Le 16 janvier 2014, la commune de Sorvilier annonce son retrait du projet de fusion
Un nouveau vote de fusion avec les trois communes restantes (Malleray, Bévilard et Pontenet) est accepté le 18 mai 2014. La commune de Valbirse devient effective le 1er janvier 2015.
Les structures de la nouvelle commune sont mises en place. C'est ainsi que les assemblées communales, qui permettaient aux citoyens de participer activement à la vie politique de leur commune, font place à un Conseil général.

## Population
Après la fusion, la commune compte 4 000 habitants. Elle devient ainsi la 4e commune la plus peuplée de l'arrondissement administratif du Jura bernois juste après Tramelan (4 179 habitants) et devant La Neuveville (3 616 habitants).

## Etymologie
Le nom Valbirse a été officiellement adopté en 2013 par le Bureau de fusion du Bas de la Vallée de Tavannes, réunissant les communes de Bévilard, Malleray, Pontenet, Champoz, Court et Sorvilier. En 2012, deux propositions avaient été sélectionnées : Valbirse et Mévilier. Toutefois, le canton de Berne ayant précisé qu’un seul nom pouvait figurer lors de la votation, le Bureau a finalement opté pour Valbirse.

## Organisation politique après la fusion
La création de la commune de Valbirse en 2015 a conduit le canton de Berne à modifier sa législation. Une initiative soutenue par Roberto Bernasconi, maire de Malleray, a été approuvée en 2014 par le Grand Conseil. Elle autorise les citoyens issus de communes fusionnées à conserver le nom de leur ancienne commune comme lieu d’origine,  sur les documents officiels. 
Par exemple, un habitant de Pontenet peut continuer à mentionner "Pontenet" comme commune d’origine, même après la fusion dans Valbirse.
Côté politique, chaque ancien village obtient deux sièges garantis au Conseil communal pour la première législature. Le Conseil général, organe législatif de la commune, compte 30 membres (12 pour Malleray, 12 pour Bévilard, 6 pour Pontenet). Enfin, lors des élections du 28 septembre 2014, c’est Paolo Annoni, ex-maire de Bévilard, qui est élu à la tête de la nouvelle commune.